# Manatee Road
Manatee Road ist ein census-designated place (CDP) im Levy County im US-Bundesstaat Florida. Das U.S. Census Bureau hat bei der Volkszählung 2020 eine Einwohnerzahl von 2.484 ermittelt. 

## Geographie
Manatee Road grenzt direkt an die Städte Chiefland und Fanning Springs sowie im Westen an den Manatee Springs State Park, der wiederum vom Suwannee River durchflossen wird. In direkter Nähe besteht Anschluss an eine gemeinsame Trasse der U.S. Highways 19, 27 Alternate und 98.

## Demographische Daten
Laut der Volkszählung 2010 verteilten sich die damaligen 2244 Einwohner auf 1249 Haushalte. Die Bevölkerungsdichte lag bei 64,5 Einw./km². 95,0 % der Bevölkerung bezeichneten sich als Weiße, 1,5 % als Afroamerikaner, 0,4 % als Indianer und 0,4 % als Asian Americans. 1,8 % gaben die Angehörigkeit zu einer anderen Ethnie und 0,9 % zu mehreren Ethnien an. 3,4 % der Bevölkerung bestand aus Hispanics oder Latinos.
Im Jahr 2010 lebten in 22,8 % aller Haushalte Kinder unter 18 Jahren sowie 47,0 % aller Haushalte Personen mit mindestens 65 Jahren. 65,2 % der Haushalte waren Familienhaushalte (bestehend aus verheirateten Paaren mit oder ohne Nachkommen bzw. einem Elternteil mit Nachkomme). Die durchschnittliche Größe eines Haushalts lag bei 2,31 Personen und die durchschnittliche Familiengröße bei 2,80 Personen.
20,6 % der Bevölkerung waren jünger als 20 Jahre, 17,8 % waren 20 bis 39 Jahre alt, 25,3 % waren 40 bis 59 Jahre alt und 36,4 % waren mindestens 60 Jahre alt. Das mittlere Alter betrug 51 Jahre. 48,8 % der Bevölkerung waren männlich und 51,2 % weiblich.
Das durchschnittliche Jahreseinkommen lag bei 34.450 $, dabei lebten 21,4 % der Bevölkerung unter der Armutsgrenze.
Im Jahr 2000 war Englisch die Muttersprache von 97,49 % der Bevölkerung und spanisch sprachen 2,51 %.